# Substans
Substans är inom naturvetenskap en samling materia.